# Philippe Collas
Philippe Collas, all'anagrafe Philippe Collas-Villedary (Thionville, 19 maggio 1957), è uno scrittore e sceneggiatore francese.

## Biografia
Nato in una vecchia famiglia aristocratica di militari, magistrati e industriali francesi, si laureò in scienze politiche all'Istituto di studi politici di Parigi, in giurisprudenza e in diritto commerciale alla Sorbona.
Ha lavorato poi presso il Senato francese per il Presidente della Commissione Finanze e per Pierre Cardin, occupandosi fra l'altro delle pubbliche relazioni dell'Espace Cardin e anche del famoso ristorante parigino Maxim's. Dopo è stato inviato dai Ministeri francesi della Cultura e degli Affari Stranieri negli Stati Uniti per studiarne la televisione e farne un rapporto per preparare l'apertura del mercato alle catene private.
Collas è noto soprattutto come scrittore di libri storici e di thriller. È stato tradotto in una decina di lingue (italiano, inglese, spagnolo, tedesco, portoghese, greco, bulgaro, coreano). Ha scritto per il rotocalco semestrale italiano Ex.Es, creato da un'idea del celebre fotografo Marino Parisotto, il rotocalco più caro del mondo, offerto a tutti i famosi del pianeta.
In quanto bisnipote dell'uomo che fece arrestare Mata Hari, Pierre Bouchardon, ha scritto un libro, la sceneggiatura di un film e un'opera per il teatro ispirati alla vita della spia e che sono oggi delle opere di consultazione.
Lavora come scrittore ma anche come sceneggiatore e autore teatrale.

## Premi
Ha vinto il Prix de Rome Villa Medicis Hors les murs per il suo lavoro sul re Ludovico II di Baviera nel 1989. Ha anche ricevuto il Premio Anne Philipe, dal nome della vedova del famoso attore Gérard Philipe, che premeva il migliore giovane autore francese per il teatro.

## Opere Letterarie
- Louis II de Bavière et Elisabeth d'Autriche, âmes sœurs. Éditions du Rocher, 2000. (Paris/Monaco) (ISBN 978-2-268-03884-1)
- Maurice Dekobra, gentleman entre deux mondes. Séguier, 2001[9] (ISBN 2-84049-264-4)
- Edith Wharton's French Riviera. Flammarion/ Rizzoli. Paris/New-York, 2002 (con Eric Villedary) (ISBN 284 1101614)
- Brèves de salon. Le Rocher, 2002 (ISBN 2-268-03968-4)
- Mata Hari, Sa Véritable Histoire. Plon, 2003 (ISBN 978-2-259-19872-1)[10][11][12]
- Le Château de l'araignée. Plon, 2004 (ISBN 2-259-20110-5)
- Les Enfants de Dieu. Plon, 2005 (ISBN 2-259-20199-7)
- La Peau qui brûle. Plon, 2005 (ISBN 2-259-20143-1)
- Les Trois Marquises. Plon, 2006 (ISBN 2-259-20315-9)
- L'Ogre de Paris. Plon, 2007 (ISBN 978-2-259-20393-7)
- Mata Hari, La dernière danse de l'espionne, French Pulp. 2017 ISBN 979-10-251-0249-7
- L'Île du Lundi, scritto con Éric Villedary, French Pulp 2018, premiato dalla giuria internazionale di Shoot the Book per il Festival de Cannes 2018, come uno dei dieci migliori libri da adattare per il cinema[13]
- La Pausa, La Maison idéale de Gabrielle Chanel (Lavoro colletivo), Flammarion/Rizzoli[14]